# Saint-André-lez-Lille
Saint-André-lez-Lille – miejscowość i gmina we Francji, w regionie Hauts-de-France, w departamencie Nord.
Według danych na rok 1990 gminę zamieszkiwało 10 098 osób, a gęstość zaludnienia wynosiła 3196 osób/km² (wśród 1549 gmin regionu Nord-Pas-de-Calais Saint-André-lez-Lille plasuje się na 81. miejscu pod względem liczby ludności, natomiast pod względem powierzchni na miejscu 831.).

## Współpraca
- Wieliczka, Polska
- Dormagen, Niemcy